# Бјердн Бергман Сигурдарсон
Бјердн Бергман Сигурдарсон (исл. ‎‎Björn Bergmann Sigurðarson; Акранес, 26. фебруар 1991) професионални је исландски фудбалер који примарно игра на позицији нападача.

## Клупска каријера
Сигурдарсон је каријеру започео као играч екипе Акранаса у исландском првенству, за који је играо две сезоне. Након што је екипа у сезони 2009. испала у другу лигу, сели се у Норвешку где потписује трогодишњи уговор са екипом Лилехамера за коју игра наредне три и по сезоне. 
У наредном периоду је играо и за енглески Вулверхемтон у Чемпионшипу и првој лиги, а током четири сезоне колико је био под уговором са тимом у два наврата је играо и као позајмљен играч у Молдеу и Копенхагену. 
Од јануара 2018. је играч руског Ростова са којим је за 2 милиона евра потписао троипогодишњи уговор.

## Репрезентативна каријера
За сениорску репрезентацију Исланда дебитовао је 6. септембра 2011. у утакмици квалификација за Европско првенство 2012. са селекцијом Кипра. Први погодак за репрезентацију постигао је у мечу квалификација за СП 2018. против селекције Косова, играном 24. марта 2017. у Скадру. 
Селектор Хејмир Халгримсон уврстио га је на списак играча за Светско првенство 2018. у Русији, где је на све три утакмице Исланда у групи Д улазио као замена са клупе (укупно је одиграо 39 минута).

### Голови за репрезентацију
| № | Датум          | Место  | Ривал  | Гол. | Рез. | Такмичење                 |
| - | -------------- | ------ | ------ | ---- | ---- | ------------------------- |
| 1 | 24. март 2017. | Скадар | Косово | 1:0  | 2:1  | Квалификације за СП 2018. |

## Успеси и признања
ФК Молде
- Првенство Норвешке (1): 2014.
- Норвешки куп (1): 2014.

 ФК Копенхаген
- Дански куп (1): 2014/15.